# Maibelle Heikes Justice
Maibelle Heikes Justice (Logansport, 1871 – 11 marzo 1926) è stata una romanziera e sceneggiatrice statunitense.
Negli anni dieci, lavorò per il cinema, per diverse compagnie - tra le quali la Selig, la Essanay, la Lubin - per le quali scrisse oltre quaranta tra sceneggiature e soggetti.  

## Biografia

### Primi anni
Maibelle Heikes Justice nacque nel 1871 in Indiana, a Logansport, figlia di Grace E. Heikes Justice e James Monroe Justice, un avvocato e uomo politico, veterano della guerra civile americana.

### Carriera
Maibelle Heikes Justice è stata accreditata come sceneggiatrice in più di quaranta film muti tra il 1913 e il 1925, gran parte dei quali erano cortometraggi. Tra i film più notevoli di quel periodo va segnalato The Post-Impressionists diretto nel 1913 da Hardee Kirkland, una commedia basata sulla sua visita fatta da lei quello stesso anno all'Armory Show o International Exhibition of Modern Art, organizzata dall'associazione dei pittori e degli scultori americani, la più grande mostra di arti moderne degli Stati Uniti. In The Song in the Dark (1914), raccontava la storia di un canarino e del suo proprietario, ambedue ciechi. Visitò la death house (la casa della morte) della prigione di Sing Sing per documentarsi e poter scrivere la sceneggiature di Who Shall Take My Life?, dramma su un uomo innocente condannato a morte. Nel 1917, fu incaricata di scrivere per un film che aveva come soggetto il lavoro della Croce Rossa durante la prima guerra mondiale.
Justice pubblicò su Cosmopolitan e altre riviste nazionali. Un suo romanzo venne adattato per lo schermo in due versioni mute: Durand of the Bad Lands del 1917, diretto da Richard Stanton e Durand of the Bad Lands del 1925, diretto da Lynn Reynolds.

### Morte
Morì l'11 marzo 1926 a 55 anni.

## Filmografia
- The Governor's Daughter, regia di Lem B. Parker - cortometraggio (1913)
- The Spanish Parrot Girl, regia di Lem B. Parker - cortometraggio (1913)
- Roses of Yesterday, regia di Hardee Kirkland - cortometraggio (1913)
- The Post-Impressionists, regia di Hardee Kirkland - cortometraggio (1913)
- The Final Judgment, regia di Archer MacMackin (1913)
- Mrs. Hilton's Jewels, regia di E.A. Martin - cortometraggio (1913)
- The Love of Penelope, regia di Francis J. Grandon - cortometraggio (1913)
- Destiny of the Sea, regia di E.A. Martin - cortometraggio (1913)
- The Pay as You Enter Man (1913)
- With Eyes So Blue and Tender (1913)
- The Great Game (1913)
- A Splendid Sacrifice, regia di Edward LeSaint - cortometraggio (1914)
- The Speedway of Despair, regia di Hardee Kirkland - cortometraggio (1914)
- The Sheep Runners, regia di Marshall Farnum - cortometraggio (1914)
- The Rummage Sale, regia di Edward LeSaint - cortometraggio (1914)
- The Song in the Dark (1914)
- The Leopard's Foundling, regia di Francis J. Grandon e Kathlyn Williams - cortometraggio (1914)
- Etienne of the Glad Heart, regia di Colin Campbell - cortometraggio (1914)
- The Horse Thief, regia di Ulysses Davis - cortometraggio (1914)
- The Other Man (1914)
- Peggy, of Primrose Lane, regia di Edward LeSaint - cortometraggio (1914)
- The Lure of the Windigo, regia di Francis J. Grandon - cortometraggio (1914)
- The Lady of the Cyclamen, regia di Edward LeSaint - cortometraggio (1915)
- Lonely Lovers, regia di E.A. Martin - cortometraggio, sceneggiatura (1915)
- Ingratitude of Liz Taylor, regia di Edward LeSaint - cortometraggio (1915)
- Polishing Up Polly, regia di Burton L. King - cortometraggio (1915)
- Landing the Hose Reel, regia di Marshall Neilan - cortometraggio (1915)
- A Thing or Two in Movies, regia di Marshall Neilan - cortometraggio (1915)
- The Run on Percy, regia di Sidney Smith - cortometraggio (1915)
- Perkin's Pep Producer, regia di Sid Smith - cortometraggio (1915)
- The Manicure Girl, regia di Burton L. King - cortometraggio (1916)
- Spooks, regia di Marshall Neilan - cortometraggio (1916)
- No Sir-ee Bob!, regia di Sid Smith (1916)
- When the Circus Came to Town, regia di Sidney Smith - cortometraggio (1916)
- Apple Butter, regia di Sidney Smith - cortometraggio (1916)
- The End of the Trail, regia di Oscar Apfel (1916)
- Youth's Endearing Charm, regia di William C. Dowlan (1916)
- The Glory of Yolanda, regia di Marguerite Bertsch (1917)
- Intrigue, regia di John S. Robertson (1917)
- The Friendship of Beaupere, regia di Alfred E. Green - cortometraggio (1917)
- Melissa of the Hills, regia di James Kirkwood (1917)
- Durand of the Bad Lands, regia di Richard Stanton - sceneggiatura (1917)
- Who Shall Take My Life?, regia di Colin Campbell - soggetto (1917)
- Her Husband's Honor, regia di Burton L. King (1918)
- Birthright, regia di Edward L. Hemmer (1920)
- Durand of the Bad Lands, regia di Lynn Reynolds (1925)